# 라리가 플레이오프전 2019
라리가 플레이오프전 2019(스페인어: Playoff de ascenso a Primera División 2019)은 2019년 6월에 다음 시즌 1부 리그에 참가할 마지막 한 구단을 결정하기 위해 진행되었다. 이 시즌에 3위에서 6위를 차지한 구단들이 참가했다.
마요르카가 이번 플레이오프전 승자로 등극하며 강등 6년 만에 1부 리그로 복귀했다.

## 규정
이 시즌의 규정도 전 시즌과 유사했다. 준플레이오프전에서는 정규 시즌에 5위를 차지한 구단은 4위를, 6위를 차지한 구단은 3위를 상대했다. 토너먼트전은 1·2차전 방식으로 진행되었으며, 1차전은 순위가 낮은 구단의 안방에서 치러졌다.
양 구단의 안방에서 번갈아 경기를 치러 합계에서 우위를 점한 구단이 다음 라운드로 진출했다. 합계에서 동률을 이룰 경우 원정 다득점 원칙에 따라 더 많은 원정 경기 득점을 기록한 경우 다음 라운드로 진출했다. 그 경우에도 동률이면 연장전을 30분 치렀고, 연장전도 원정 다득점 원칙이 적용되어 득점이 나오고 승부가 나오지 않은 경우에는 원정 측이 원정 다득점 원칙에 따라 다음 라운드에 진출했다. 연장전에 득점이 나지 않은 경우 승부차기를 통해 승자를 가리지 않고, 정규 시즌에 더 높은 순위를 기록한 구단이 다음 단계로 진출했다.

## 승격 플레이오프전까지의 행보

### 리그 순위
| 순위 | 팀              | 경기 | 승 | 무 | 패 | 득 | 실 | 차  | 승점 | 승격, 참가 자격 및 강등 |
| ---- | --------------- | ---- | -- | -- | -- | -- | -- | --- | ---- | ----------------------- |
| 3    | 말라가          | 42   | 21 | 11 | 10 | 51 | 31 | +20 | 74   | 승격 플레이오프전 진출  |
| 4    | 알바세테        | 42   | 19 | 14 | 9  | 54 | 38 | +16 | 71   | 승격 플레이오프전 진출  |
| 5    | 마요르카 (O, P) | 42   | 19 | 12 | 11 | 53 | 37 | +16 | 69   | 승격 플레이오프전 진출  |
| 6    | 데포르티보      | 42   | 17 | 17 | 8  | 50 | 32 | +18 | 68   | 승격 플레이오프전 진출  |

알바세테는 6위 자리를 가장 먼저 확보했는데, 5월 25일 스포르팅 히혼과의 경기에서 승리하면서 플레이오프전 진출을 보장받게 되었다. 승격 직행의 기회는 6월 4일에 4위였던 말라가에게 패하면서 날려버리게 되었다. 같은 시기 그라나다가 5위 마요르카를 상대로 승점을 확보해 오사수나와 함께 승격 직행을 확정지었다. 말라가는 알바세테전 승리로 플레이오프전 진출권을 확보했고, 마요르카의 무승부와 함께 카디스가 엑스트레마두라가 패하면서 발레아레스 제도 연고 구단도 플레이오프전 진출을 확정지었다. 2019년 6월 4일, 41라운드 경기 후, 알바세테는 최소 4위 자리를 확보해 준플레이오프전에서 2차전 경기를 안방에서 치르게 되었다. 가장 마지막으로 플레이오프전에 진출을 확정지은 구단은 데포르티보였는데, 갈리시아 연고 구단은 6월 8일에 코르도바를 이기고 진출권을 손에 넣었다. 카디스와 오비에도도 플레이오프전 남은 한 자리를 놓고 경합했지만 나란히 최종전에서 패했다. 마요르카는 엑스트레마두라와의 최종전에서 무승부를 거두면서 5위를 확정지었고, 알바세테는 알메리아에게 패하면서 엘체를 이긴 말라가에 승점 3점이 뒤처져서 4위가 되었다.
1부 리그에서 강등된 말라가는 9월과 10월에 리그 선두를 달렸는데, 초반 11경기 중 8경기를 이겼다. 승격 직행권을 확보하는데 실패했으나, 안달루시아 연고 구단은 플레이오프전 진출이 유력한 구단으로, 단 한 차례를 제외하고 플레이오프 진출권 순위를 지켰다.
알바세테는 14년 만의 1부 리그 복귀를 걸고 도전장을 냈다. 10월 중순부터 2월까지 18경기 중 1경기만을 패한 알바세테는 선두에 서기도 했는데, 2월 10일에 처음으로 1위에 올랐다. 알바세테는 시즌 나머지 기간 동안 상위 3개 구단으로 이름을 올렸지만, 2019년 6월 4일에 말라가에 패하면서 밀렸다. 라 만차 연고 구단은 공격 지표 2위로 정규 리그를 끝냈는데, 제레미 벨라와 로만 조줄랴가 각각 11골로 구단 최다 득점자였다.
마요르카는 1년 만에 2부 리그로 복귀했는데, 발레아레스 연고 구단은 거의 40년 만에 3부 리그로 강등되기까지 했다. 플레이오프전 순위에 들어서 막판에 8경기 중 6승을 거두는 뒷심을 발휘했고, 레우스로부터 몰수승으로 승점 3점을 추가해 발레아레스 제도 구단은 플레이오프전 진출권을 안정적으로 확보하게 되었다.
데포르티보 또한 1년 만의 라 리가 복귀를 도전했는데, 갈리시아 연고 구단은 처음 18번의 경기 중 1번 만을 패하면서 일찍이 경쟁 구단으로 비상했다. 그러나, 2월 중순부터 4월 중순까지 승리를 거두지 못하면서 위기를 맞이했고, 플레이오프전 순위에서 밀려나기도 했다. 결국 승격을 놓고 경쟁한 카디스가 막판 7경기 중 한 경기도 이기지 못하고, 데포르티보가 4승을 거두면서 승점 4점 차이로 6위를 확보해 마지막 플레이오프전 진출권을 확보했다. 데포르티보와 말라가 모두 플레이오프전 순위에 올랐음에도 불구하고 4월에 감독을 교체했다. 두 구단은 수비 지표에서 상위 두 자리를 차지하기도 했다.

## 경기

### 대진표
|  | 준플레이오프전 | 준플레이오프전 | 준플레이오프전 | 준플레이오프전 | 준플레이오프전 |   |            | 결선 플레이오프전 | 결선 플레이오프전 | 결선 플레이오프전 | 결선 플레이오프전 | 결선 플레이오프전 |
|  |                |                |                |                |                |   |            |                   |                   |                   |                   |                   |
|  | 데포르티보     | 데포르티보     | 4              | 1              | 5              |   |            |                   |                   |                   |                   |                   |
|  | 말라가         | 말라가         | 2              | 0              | 2              |   |            |                   |                   |                   |                   |                   |
|  |                |                |                |                |                |   | 데포르티보 | 데포르티보        | 2                 | 0                 | 2                 |                   |
|  |                | 마요르카       | 마요르카       | 0              | 3              | 3 |            |                   |                   |                   |                   |                   |
|  | 마요르카       | 마요르카       | 2              | 0              | 2              |   |            |                   |                   |                   |                   |                   |
|  | 알바세테       | 알바세테       | 0              | 1              | 1              |   |            |                   |                   |                   |                   |                   |

### 준플레이오프전
| 팀 1       | 합계 | 팀 2     | 1차전 | 2차전 |
| ---------- | ---- | -------- | ----- | ----- |
| 데포르티보 | 5–2  | 말라가   | 4–2   | 1–0   |
| 마요르카   | 2–1  | 알바세테 | 2–0   | 0–1   |

1차전
| 데포르티보                                              | 4–2    | 말라가                             |
| ------------------------------------------------------- | ------ | ---------------------------------- |
| C. 페르난데스 21′ (페널티), 63′ · 페드로 56′ · 바예 78′ | 리포트 | L. 에르난데스 18′ · 온티베로스 37′ |

| 데포르티보 | 말라가 |

| GK                 | 1  | 다니 히메네스              |     |     |
| LB                 | 3  | 사울 가르시아              |     |     |
| CB                 | 12 | 미켈레 솜마                |     |     |
| CB                 | 6  | 도밍고스 두아르테          |     |     |
| RB                 | 2  | 다비드 시몬                |     |     |
| LW                 | 15 | 페드로 산체스              | 13′ | 69′ |
| CM                 | 21 | 에두 에스포시토            |     |     |
| CM                 | 4  | 알렉스 베르간티뇨스 (주장) |     |     |
| RW                 | 11 | 페데 카르타비아            |     | 81′ |
| CF                 | 19 | 보르하 바예                |     | 85′ |
| CF                 | 18 | 카를로스 페르난데스        |     |     |
| 교체 선수:         |    |                            |     |     |
| GK                 | 13 | 아드리안 오르톨라          |     |     |
| DF                 | 17 | 디에고 카바요              |     | 81′ |
| DF                 | 24 | 에네코 보베다              |     |     |
| MF                 | 8  | 비센테 고메스              |     | 85′ |
| MF                 | 10 | 마티아스 나우엘            |     | 69′ |
| FW                 | 7  | 키케                       |     |     |
| FW                 | 9  | 크리스티안 산토스          |     |     |
| 감독:              |    |                            |     |     |
| 호세 루이스 마르티 |    |                            |     |     |

| GK            | 1  | 무니르               |       |     |
| LB            | 15 | 페데리코 리카 (주장) |       |     |
| CB            | 5  | 파우 토레스          |       | 80′ |
| CB            | 4  | 루이스 에르난데스    |       |     |
| RB            | 29 | 이반 로드리게스      | 25′   |     |
| DM            | 35 | 케이디 바레          | 30′   |     |
| LW            | 17 | 하비 온티베로스      | 90+1′ |     |
| CM            | 8  | 아드리안             |       | 66′ |
| CM            | 14 | 바드르 불라루드      |       | 66′ |
| RW            | 11 | 헤나토 산토스        |       |     |
| CF            | 9  | 구스타보 레스추크    |       |     |
| 교체 선수:    |    |                      |       |     |
| GK            | 25 | 파베우 키에셰크      |       |     |
| DF            | 3  | 디에고 곤살레스      |       | 80′ |
| DF            | 23 | 미겔 토레스          |       |     |
| MF            | 20 | 에리크 모란          |       | 66′ |
| MF            | 22 | 다니 파체코          |       | 66′ |
| MF            | 31 | 히참                 |       |     |
| FW            | 24 | 마마두 코네          |       |     |
| 감독:         |    |                      |       |     |
| 빅토르 산체스 |    |                      |       |     |

| 마요르카                      | 2–0    | 알바세테 |
| ----------------------------- | ------ | -------- |
| 수아레스 23′ · 로드리게스 89′ | 리포트 |          |

| 마요르카 | 알바세테 |

| GK            | 1  | 마놀로 레이나 (주장) |     |     |
| LB            | 30 | 페르비스 에스투피냔  |     |     |
| CB            | 21 | 안토니오 라이요      |     |     |
| CB            | 24 | 마르틴 발롄트        |     |     |
| RB            | 2  | 주안 사스트레        |     |     |
| DM            | 6  | 마르크 페드라사      |     |     |
| LW            | 11 | 라고 주니오르        |     |     |
| CM            | 14 | 다니 로드리게스      | 59′ |     |
| CM            | 8  | 살바 세비야          | 77′ | 90′ |
| RW            | 41 | 레오나르도 수아레스  |     | 72′ |
| CF            | 9  | 아브돈 프라츠        |     | 74′ |
| 교체 선수:    |    |                      |     |     |
| GK            | 25 | 미켈 파레라          |     |     |
| DF            | 5  | 시스코 캄포스        |     |     |
| DF            | 15 | 프란 가메스          |     |     |
| MF            | 28 | 이드리수 바바        |     | 90′ |
| FW            | 7  | 아리다이 카브레라    |     | 72′ |
| FW            | 10 | 알렉스 로페스        |     | 74′ |
| FW            | 19 | 스토이치코프         |     |     |
| 감독:         |    |                      |     |     |
| 비센테 모레노 |    |                      |     |     |

| GK                 | 13 | 토메우 나달 (주장) |       |         |
| LB                 | 3  | 프란 가르시아      |       |         |
| CB                 | 19 | 산티아고 헨틸레티  |       |         |
| CB                 | 4  | 니코 고로시토      | 19′   |         |
| RB                 | 23 | 알바로 테헤로      |       |         |
| LM                 | 24 | 제레미 벨라        |       |         |
| CM                 | 8  | 알레시 페바스      |       |         |
| CM                 | 12 | 다니엘 토레스      | 90+1′ |         |
| RM                 | 7  | 네스토르 수사에타  |       | 82′     |
| CF                 | 10 | 로만 조줄랴        |       |         |
| CF                 | 22 | 레이 마나이        | 61′   | 67′     |
| 교체 선수:         |    |                    |       |         |
| GK                 | 1  | 추리피             |       |         |
| DF                 | 16 | 호세 안토니오 카로 |       |         |
| DF                 | 21 | 보르하 에레라      |       |         |
| MF                 | 11 | 미카엘 말사        | 88′   | 82′     |
| MF                 | 14 | 디에고 바리        |       |         |
| MF                 | 17 | 에우헤니           |       | 86′     |
| FW                 | 15 | 하비에르 아쿠냐    |       | 67′ 86′ |
| 감독:              |    |                    |       |         |
| 루이스 미겔 라미스 |    |                    |       |         |

2차전
| 말라가 | 0–1    | 데포르티보       |
| ------ | ------ | ---------------- |
|        | 리포트 | 베르간티뇨스 82′ |

| 말라가 | 데포르티보 |

| GK            | 1  | 무니르            |     |     |
| LB            | 7  | 후안카르          |     |     |
| CB            | 5  | 파우 토레스       |     |     |
| CB            | 4  | 루이스 에르난데스 | 10′ |     |
| RB            | 12 | 시푸              |     | 82′ |
| LW            | 17 | 하비 온티베로스   | 89′ |     |
| CM            | 8  | 아드리안 (주장)   | 75′ |     |
| CM            | 35 | 케이디 바레       | 41′ |     |
| RW            | 31 | 히참              |     | 46′ |
| CF            | 9  | 구스타보 레스추크 |     |     |
| CF            | 30 | 잭 하퍼           |     | 55′ |
| 교체 선수:    |    |                   |     |     |
| GK            | 25 | 파베우 키에셰크   |     |     |
| DF            | 3  | 디에고 곤살레스   |     |     |
| DF            | 15 | 페데리코 리카     |     |     |
| MF            | 11 | 헤나토 산토스     |     | 46′ |
| MF            | 20 | 에리크 모란       |     |     |
| MF            | 22 | 다니 파체코       |     | 82′ |
| FW            | 24 | 마마두 코네       |     | 55′ |
| 감독:         |    |                   |     |     |
| 빅토르 산체스 |    |                   |     |     |

| GK                 | 1  | 다니 히메네스              | 68′ |     |
| LB                 | 3  | 사울 가르시아              |     |     |
| CB                 | 12 | 미켈레 솜마                |     |     |
| CB                 | 6  | 도밍고스 두아르테          |     |     |
| RB                 | 24 | 에네코 보베다              | 35′ |     |
| DM                 | 21 | 에두 에스포시토            |     |     |
| DM                 | 4  | 알렉스 베르간티뇨스 (주장) |     |     |
| LW                 | 10 | 마티아스 나우엘            |     | 57′ |
| AM                 | 8  | 비센테 고메스              |     | 52′ |
| RW                 | 15 | 페드로 산체스              |     |     |
| CF                 | 18 | 카를로스 페르난데스        | 38′ | 71′ |
| 교체 선수:         |    |                            |     |     |
| GK                 | 13 | 아드리안 오르톨라          |     |     |
| DF                 | 2  | 다비드 시몬                |     |     |
| DF                 | 17 | 디에고 카바요              |     |     |
| MF                 | 5  | 페드로 모스케라            |     |     |
| MF                 | 11 | 페데 카르타비아            |     | 52′ |
| FW                 | 7  | 키케                       |     | 71′ |
| FW                 | 19 | 보르하 바예                |     | 57′ |
| 감독:              |    |                            |     |     |
| 호세 루이스 마르티 |    |                            |     |     |

| 알바세테 | 1–0    | 마요르카 |
| -------- | ------ | -------- |
| 벨라 16′ | 리포트 |          |

| 알바세테 | 마요르카 |

| GK                 | 13 | 토메우 나달 (주장) |     |     |
| LB                 | 3  | 프란 가르시아      | 74′ |     |
| CB                 | 19 | 산티아고 헨틸레티  |     |     |
| CB                 | 4  | 니코 고로시토      |     | 46′ |
| RB                 | 23 | 알바로 테헤로      | 86′ |     |
| LM                 | 17 | 에우헤니           |     |     |
| CM                 | 8  | 알레시 페바스      |     | 69′ |
| CM                 | 12 | 다니엘 토레스      | 64′ |     |
| RM                 | 24 | 제레미 벨라        |     | 84′ |
| CF                 | 10 | 로만 조줄랴        |     |     |
| CF                 | 22 | 레이 마나이        |     |     |
| 교체 선수:         |    |                    |     |     |
| GK                 | 1  | 추리피             |     |     |
| DF                 | 16 | 호세 안토니오 카로 |     | 46′ |
| DF                 | 21 | 보르하 에레라      |     |     |
| MF                 | 7  | 네스토르 수사에타  |     | 84′ |
| MF                 | 11 | 미카엘 말사        |     |     |
| MF                 | 14 | 디에고 바리        |     | 69′ |
| FW                 | 38 | 미겔 앙헬          |     |     |
| 감독:              |    |                    |     |     |
| 루이스 미겔 라미스 |    |                    |     |     |

| GK            | 1  | 마놀로 레이나 (주장) |       |       |
| LB            | 30 | 페르비스 에스투피냔  |       |       |
| CB            | 21 | 안토니오 라이요      | 32′   |       |
| CB            | 24 | 마르틴 발롄트        |       |       |
| RB            | 2  | 주안 사스트레        |       |       |
| DM            | 6  | 마르크 페드라사      | 26′   |       |
| LW            | 11 | 라고 주니오르        | 90+2′ | 90+2′ |
| CM            | 14 | 다니 로드리게스      |       |       |
| CM            | 8  | 살바 세비야          |       |       |
| RW            | 41 | 레오나르도 수아레스  |       | 74′   |
| CF            | 9  | 아브돈 프라츠        |       | 65′   |
| 교체 선수:    |    |                      |       |       |
| GK            | 25 | 미켈 파레라          |       |       |
| DF            | 5  | 시스코 캄포스        |       |       |
| DF            | 15 | 프란 가메스          |       |       |
| MF            | 28 | 이드리수 바바        |       |       |
| FW            | 7  | 아리다이 카브레라    |       | 90+2′ |
| FW            | 10 | 알렉스 로페스        |       | 65′   |
| FW            | 19 | 스토이치코프         |       | 74′   |
| 감독:         |    |                      |       |       |
| 비센테 모레노 |    |                      |       |       |

### 결선 플레이오프전
| 팀 1       | 합계 | 팀 2     | 1차전 | 2차전 |
| ---------- | ---- | -------- | ----- | ----- |
| 데포르티보 | 2–3  | 마요르카 | 2–0   | 0–3   |

1차전
| 데포르티보                | 2–0    | 마요르카 |
| ------------------------- | ------ | -------- |
| 카르타비아 37′ · 키케 79′ | 리포트 |          |

| 데포르티보 | 마요르카 |

| GK                 | 1  | 다니 히메네스              |     |     |
| LB                 | 3  | 사울 가르시아              |     |     |
| CB                 | 12 | 미켈레 솜마                |     | 45′ |
| CB                 | 6  | 도밍고스 두아르테          |     |     |
| RB                 | 24 | 에네코 보베다              |     |     |
| LW                 | 15 | 페드로 산체스              | 66′ |     |
| CM                 | 21 | 에두 에스포시토            | 45′ |     |
| CM                 | 4  | 알렉스 베르간티뇨스 (주장) |     | 43′ |
| RW                 | 11 | 페데 카르타비아            |     | 83′ |
| CF                 | 18 | 카를로스 페르난데스        |     |     |
| CF                 | 7  | 키케                       |     |     |
| 교체 선수:         |    |                            |     |     |
| GK                 | 13 | 아드리안 오르톨라          |     |     |
| DF                 | 2  | 다비드 시몬                |     | 45′ |
| DF                 | 17 | 디에고 카바요              |     |     |
| MF                 | 5  | 페드로 모스케라            |     |     |
| MF                 | 8  | 비센테 고메스              |     | 43′ |
| MF                 | 10 | 마티아스 나우엘            |     |     |
| FW                 | 19 | 보르하 바예                |     | 83′ |
| 감독:              |    |                            |     |     |
| 호세 루이스 마르티 |    |                            |     |     |

| GK            | 1  | 마놀로 레이나 (주장) | 80′   |     |
| LB            | 30 | 페르비스 에스투피냔  |       |     |
| CB            | 21 | 안토니오 라이요      | 90+2′ |     |
| CB            | 24 | 마르틴 발롄트        |       |     |
| RB            | 2  | 주안 사스트레        | 45′   |     |
| DM            | 6  | 마르크 페드라사      | 41′   |     |
| LW            | 11 | 라고 주니오르        | 54′   |     |
| CM            | 14 | 다니 로드리게스      |       |     |
| CM            | 8  | 살바 세비야          |       | 79′ |
| RW            | 41 | 레오나르도 수아레스  | 45′   | 52′ |
| CF            | 9  | 아브돈 프라츠        |       | 64′ |
| 교체 선수:    |    |                      |       |     |
| GK            | 25 | 미켈 파레라          |       |     |
| DF            | 5  | 시스코 캄포스        | 45′   |     |
| DF            | 15 | 프란 가메스          |       | 79′ |
| MF            | 28 | 이드리수 바바        |       | 52′ |
| FW            | 7  | 아리다이 카브레라    |       |     |
| FW            | 10 | 알렉스 로페스        |       |     |
| FW            | 22 | 안테 부디미르        |       | 64′ |
| 감독:         |    |                      |       |     |
| 비센테 모레노 |    |                      |       |     |

2차전
| 마요르카                                    | 3–0    | 데포르티보 |
| ------------------------------------------- | ------ | ---------- |
| 부디미르 21′ · 살바 세비야 62′ · 아브돈 82′ | 리포트 |            |

| 마요르카 | 데포르티보 |

| GK            | 1  | 마놀로 레이나 (주장) | 85′ |     |
| LB            | 30 | 페르비스 에스투피냔  |     |     |
| CB            | 21 | 안토니오 라이요      |     |     |
| CB            | 24 | 마르틴 발롄트        |     |     |
| RB            | 2  | 주안 사스트레        | 50′ | 87′ |
| DM            | 28 | 이드리수 바바        |     |     |
| CM            | 14 | 다니 로드리게스      |     |     |
| CM            | 8  | 살바 세비야          | 89′ |     |
| LW            | 11 | 라고 주니오르        |     |     |
| CF            | 22 | 안테 부디미르        |     | 84′ |
| RW            | 7  | 아리다이 카브레라    |     | 52′ |
| 교체 선수:    |    |                      |     |     |
| GK            | 25 | 미켈 파레라          |     |     |
| DF            | 5  | 시스코 캄포스        |     | 87′ |
| DF            | 17 | 살바도르 루이스      |     |     |
| FW            | 9  | 아브돈 프라츠        |     | 52′ |
| FW            | 10 | 알렉스 로페스        |     | 84′ |
| FW            | 19 | 스토이치코프         |     |     |
| FW            | 41 | 레오나르도 수아레스  |     |     |
| 감독:         |    |                      |     |     |
| 비센테 모레노 |    |                      |     |     |

| GK                 | 1  | 다니 히메네스       |     |     |
| LB                 | 3  | 사울 가르시아       |     |     |
| CB                 | 22 | 파블로 마리         |     |     |
| CB                 | 6  | 도밍고스 두아르테   | 54′ |     |
| RB                 | 24 | 에네코 보베다       |     | 88′ |
| LW                 | 15 | 페드로 산체스       | 78′ |     |
| CM                 | 21 | 에두 에스포시토     |     |     |
| CM                 | 8  | 비센테 고메스       |     |     |
| RW                 | 10 | 마티아스 나우엘     |     | 30′ |
| CF                 | 19 | 보르하 바예         | 56′ | 79′ |
| CF                 | 7  | 키케                |     |     |
| 교체 선수:         |    |                     |     |     |
| GK                 | 13 | 아드리안 오르톨라   |     |     |
| DF                 | 2  | 다비드 시몬         | 86′ |     |
| DF                 | 17 | 디에고 카바요       |     | 88′ |
| MF                 | 5  | 페드로 모스케라     |     |     |
| MF                 | 20 | 디디에르 모레노     |     |     |
| FW                 | 11 | 페데 카르타비아     |     | 79′ |
| FW                 | 18 | 카를로스 페르난데스 |     | 30′ |
| 감독:              |    |                     |     |     |
| 호세 루이스 마르티 |    |                     |     |     |

### 승격
| 라 리가 승격           |
| ---------------------- |
| 마요르카 6년 만에 승격 |